# 동패고등학교
동패고등학교(東牌高等學校)는 대한민국 경기도 파주시 동패동에 있는 공립 고등학교이다.

## 학교 연혁
- 2011년 1월 10일 : 동패고 설립인가 (학년당 12학급 총 36학급)
- 2011년 3월 3일 : 초대 조재숙 교장 취임
- 2011년 3월 3일 : 제1회 입학식 (12학급 399명)
- 2011년 5월 12일 : 동패고 개교 기념식
- 2012년 3월 3일 : 혁신학교 지정
- 2013년 4월 1일 : 교육부 지정 스포츠 클럽 운영 거점교
- 2014년 2월 13일 : 제1회 졸업식 (12학급 418명)
- 2023년 3월 1일 : 제4대 박성복 교장 취임
- 2024년 1월 3일 : 제11회 졸업식(12학급 351명)
- 2024년 3월 4일 : 제14회 입학식(12학급 405명)

## 참고 자료
- 동패고등학교 - 한국교육학술정보원 학교알리미